# Golgol Mebrahtu
Golgol Tedros Mebrahtu (Cartum, 28 de agosto de 1990) é um futebolista australiano que atua como atacante. Atualmente, joga pelo Sparta Praga.

## Clubes
Em junho de 2009, Mebrahtu assinou por 3 anos um contrato profissional com o Gold Coast United, onde atuou nas categorias de base - anteriormente, jogou pelo Brisbane Strikers.
Assinou com o Melbourne Heart (atualmente, Melbourne City) para a temporada 2012–13. Sua estreia foi contra o Perth Glory, onde também fez o seu primeiro gol como profissional. Ele também foi o autor do primeiro gol de um clube de futebol em 2013. Em fevereiro de 2014, Mebrahtu deixou a equipe faltando apenas 3 dias para o encerramento do período de transferências, e no dia seguinte assinou com o Western Sydney Wanderers. Em 3 anos no clube, teve poucas chances (9 jogos e nenhum gol), mas fez parte do elenco que venceu a Liga dos Campeões da AFC em 2014. Deixou o WSW em maio de 2016, tendo sua primeira experiência no futebol europeu no meio do ano, sendo contratado pelo Mladá Boleslav (República Checa), pelo qual atuou em 35 jogos e fez 14 gols.
Em agosto de 2018, Mebrahtu assinou por um ano com o Sparta Praga.

## Carreira internacional
Mebrahtu representou a Seleção Australiana sub-23 em 2011, entrando na segunda etapa do jogo contra o Japão.
Ele é considerado elegível para defender 3 seleções: Sudão (país onde nasceu), Austrália (onde se mudou com 9 anos de idade) e Eritreia (onde possui origens e de onde fugiu da guerra com a Etiópia). Em agosto de 2018, o atacante recebeu um pedido de Daniel Tsighe, um agente da Federação de Futebol da Eritreia, para que representasse o país.

## Títulos
Western Sydney Wanderers
- Liga dos Campeões da AFC: 1 (2014)